# Tachigali macrostachya
Tachigali macrostachya är en ärtväxtart som beskrevs av Huber. Tachigali macrostachya ingår i släktet Tachigali och familjen ärtväxter. Inga underarter finns listade i Catalogue of Life.